# جو جاكوب
جو جاكوب (بالإنجليزية: Joe Jacob)‏ هو سياسي أيرلندي، ولد في 1 أبريل 1939 في جمهورية أيرلندا. حزبياً، نشط في فيانا فايل.

## مناصب
- في الانتخابات العمومية الإيرلندية 1987 [الإنجليزية]‏، انتخب نائب دييل عن دائرة Wicklow (Dáil constituency) [الإنجليزية]‏ وقد انضم خلال فترته النيابية ‏ (10 مارس 1987 – 25 مايو 1989) للكتلة البرلمانية فيانا فايل.
- في الانتخابات العمومية الإيرلندية 1989 [الإنجليزية]‏، انتخب نائب دييل عن دائرة Wicklow (Dáil constituency) [الإنجليزية]‏ وقد انضم خلال فترته النيابية ‏ (29 يونيو 1989 – 5 نوفمبر 1992) للكتلة البرلمانية فيانا فايل.
- في الانتخابات العمومية الإيرلندية 1992 [الإنجليزية]‏، انتخب نائب دييل عن دائرة Wicklow (Dáil constituency) [الإنجليزية]‏ وقد انضم خلال فترته النيابية ‏ (14 ديسمبر 1992 – 15 مايو 1997) للكتلة البرلمانية فيانا فايل.
- في الانتخابات العمومية الإيرلندية 1997 [الإنجليزية]‏، انتخب نائب دييل عن دائرة Wicklow (Dáil constituency) [الإنجليزية]‏ وقد انضم خلال فترته النيابية ‏ (26 يونيو 1997 – 25 أبريل 2002) للكتلة البرلمانية فيانا فايل.
- في الانتخابات العمومية الإيرلندية 2002 [الإنجليزية]‏، انتخب نائب دييل عن دائرة Wicklow (Dáil constituency) [الإنجليزية]‏ وقد انضم خلال فترته النيابية ‏ (6 يونيو 2002 – 26 أبريل 2007) للكتلة البرلمانية فيانا فايل.